# Thagria tridactyla
Thagria tridactyla är en insektsart som beskrevs av Zhang 1994. Thagria tridactyla ingår i släktet Thagria och familjen dvärgstritar. Inga underarter finns listade i Catalogue of Life.